# Boris Orel (fizik)
Boris Orel, slovenski fizik in kemik * 14. april 1943, Celje.

## Življenje in delo
Orel je leta 1967 diplomiral iz tehniške fizike na ljubljanski FNT in prav tam 1970 tudi doktoriral. Med drugim se je strokovno izpopolnjeval v Združenem kraljestvu in Italiji. Leta 1968 se je zaposlil na Kemijskem inštitutu v Ljubljani, od 1996 kot znanstveni svetnik, po upokojitvi pa tudi zaslužni raziskovalec tega inštituta (2014). Leta 1979 je bil na FNT izvoljen za docenta, 1992 pa je postal znanstveni svetnik na FKKT v Ljubljani.
Leta 2010 je kot član skupine raziskovalcev podjetja Helios in Kemijskega inšituta, ki je razvila postopek uporabe nanokompozitov za prevleke sončnih sprejemnikov, prejel Puhovo priznanje za izume, razvojne dosežke in uporabo znanstvenih izsledkov.